# Минувшие дни
Минувшие дни (узб. Ўтган кунлар) — роман узбекского писателя Абдуллы Кадыри, считается первым узбекским романом. Одноимённый фильм снят на киностудии Узбекфильм в 1969 году. 
В предисловии к роману «Минувшие дни» Кадыри писал: «Писатель чувствует себя обязанным создать новые произведения всех видов, будь то роман, рассказ или стихи, дать народу „Тахира и Зухру“, „Фархада и Ширин“, „Четырех дервишей“ нашего времени. Задуманный мною роман „Минувшие дни“ — лишь первая попытка, лишь мечта подобного рода».
Впервые роман «Минувшие дни» был напечатан в журнале «Инкилоб» в 1922 году , а в 1926 году вышел отдельной книгой. Роман охватывает один из важнейших периодов истории узбекского народа — события середины XIX века — и развертывается на кровавом фоне борьбы местных правителей за власть.
После выхода романа в свет стало ясно, что мечта замечательного писателя сбылась с первой попытки. «Минувшие дни» положили начало новой реалистической прозе, войдя в золотой фонд самобытной и талантливой узбекской литературы. Позднее известный востоковед академик Е. Бертельс напишет: «Романы Абдуллы Кадыри всем своим строем, всем своим своеобразным стилем являются узбекскими романами. Мировой литературе известны пять школ романа: французская, русская, английская, немецкая и индийская. Теперь шестую, а именно узбекскую, школу романа создал Абдулла Кадыри».